# Блажево
Блажево је насеље у Србији у општини Брус у Расинском округу. Према попису из 2022. било је 83 становника.
У селу у згради вртића Географски факултет Универзитета у Београду има наставно-научну базу.
Место је било седиште истоимене општине до краја 1959. године, после чега су сва њена места прешла у састав Бруса.

## Демографија
У насељу Блажево живи 145 пунолетних становника, а просечна старост становништва износи 41,7 година (39,2 код мушкараца и 44,5 код жена). У насељу има 61 домаћинство, а просечан број чланова по домаћинству је 3,00.
Ово насеље је великим делом насељено Србима (према попису из 2002. године).
|             | \| Демографија[3] \| Демографија[3] \| Демографија[3] \| \| Година \| Становника \| Становника \| \| -------------- \| -------------- \| -------------- \| \| 1948. \| 198 \| \| \| 1953. \| 199 \| \| \| 1961. \| 226 \| \| \| 1971. \| 241 \| \| \| 1981. \| 196 \| \| \| 1991. \| 210 \| 210 \| \| 2002. \| 183 \| 183 \| \| 2011. \| 105 \| \| |            |
| Демографија | |            |
| Година      | Становника | Становника |
| 1948.       | 198 |            |
| 1953.       | 199 |            |
| 1961.       | 226 |            |
| 1971.       | 241 |            |
| 1981.       | 196 |            |
| 1991.       | 210 | 210        |
| 2002.       | 183 | 183        |
| 2011.       | 105 |            |

| Етнички састав према попису из 2002.‍ | Етнички састав према попису из 2002.‍ | Етнички састав према попису из 2002.‍ | Етнички састав према попису из 2002.‍ | Етнички састав према попису из 2002.‍ |
| ------------------------------------ | ------------------------------------ | ------------------------------------ | ------------------------------------ | ------------------------------------ |
|                                      |                                      |                                      |                                      |                                      |
| Срби                                 | Срби                                 |                                      | 182                                  | 99,45%                               |
| Црногорци                            | Црногорци                            |                                      | 1                                    | 0,54%                                |
| непознато                            | непознато                            |                                      | 0                                    | 0,0%                                 |

| Година пописа     | 1948. | 1953. | 1961. | 1971. | 1981. | 1991. | 2002. |
| ----------------- | ----- | ----- | ----- | ----- | ----- | ----- | ----- |
| Број домаћинстава | 33    | 32    | 46    | 46    | 47    | 59    | 61    |

| Број чланова      | 1 | 2  | 3  | 4  | 5 | 6 | 7 | 8 | 9 | 10 и више | Просек |
| ----------------- | - | -- | -- | -- | - | - | - | - | - | --------- | ------ |
| Број домаћинстава | 8 | 20 | 13 | 10 | 6 | 3 | 0 | 1 | 0 | 0         | 3,00   |

| Пол    | Укупно | Неожењен/Неудата | Ожењен/Удата | Удовац/Удовица | Разведен/Разведена | Непознато |
| ------ | ------ | ---------------- | ------------ | -------------- | ------------------ | --------- |
| Мушки  | 76     | 19               | 52           | 3              | 2                  | 0         |
| Женски | 77     | 13               | 50           | 13             | 1                  | 0         |
| УКУПНО | 153    | 32               | 102          | 16             | 3                  | 0         |

| Пол    | Укупно                    | Пољопривреда, лов и шумарство | Рибарство                            | Вађење руде и камена | Прерађивачка индустрија       |
| ------ | ------------------------- | ----------------------------- | ------------------------------------ | -------------------- | ----------------------------- |
| Мушки  | 27                        | 5                             | 0                                    | 6                    | 2                             |
| Женски | 11                        | 1                             | 0                                    | 0                    | 0                             |
| УКУПНО | 38                        | 6                             | 0                                    | 6                    | 2                             |
| Пол    | Производња и снабдевање   | Грађевинарство                | Трговина                             | Хотели и ресторани   | Саобраћај, складиштење и везе |
| Мушки  | 1                         | 1                             | 5                                    | 0                    | 4                             |
| Женски | 0                         | 0                             | 1                                    | 4                    | 0                             |
| УКУПНО | 1                         | 1                             | 6                                    | 4                    | 4                             |
| Пол    | Финансијско посредовање   | Некретнине                    | Државна управа и одбрана             | Образовање           | Здравствени и социјални рад   |
| Мушки  | 0                         | 0                             | 2                                    | 0                    | 1                             |
| Женски | 0                         | 0                             | 0                                    | 3                    | 2                             |
| УКУПНО | 0                         | 0                             | 2                                    | 3                    | 3                             |
| Пол    | Остале услужне активности | Приватна домаћинства          | Екстериторијалне организације и тела | Непознато            | Непознато                     |
| Мушки  | 0                         | 0                             | 0                                    | 0                    | 0                             |
| Женски | 0                         | 0                             | 0                                    | 0                    | 0                             |
| УКУПНО | 0                         | 0                             | 0                                    | 0                    | 0                             |